# 1re série 1938/39
Die Saison 1938/39 war die 23. Spielzeit der 1re série, der höchsten französischen Eishockeyspielklasse. Meister wurde zum insgesamt achten Mal in der Vereinsgeschichte der Chamonix Hockey Club. 

## Meisterschaft
- 1. Platz: Chamonix Hockey Club
- 2. Platz: Français Volants